# 살레시오여자고등학교
살레시오여자고등학교(살레시오女子高等學校)는 대한민국 광주광역시 동구 지산동에 위치한 사립 고등학교이다.

## 학교 연혁
- 1958년 2월 28일 : 사레지오여자중학교 설립인가(9학급) 및 초대 학교법인 사레지오수녀학원 이사장 아루키메데 마르텔리 신부 취임
- 1958년 4월 1일 : 초대 사레지오여자중학교장 안칠라 그릿디 수녀 취임
- 1961년 2월 14일 : 사레지오여자고등학교 설립 인가(9학급)
- 1961년 4월 10일 : 사레지오여자고등학교 개교 및 제1회 입학식(교장 중․고 겸임)
- 1964년 2월 1일 : 고등학교 제1회 졸업식(63명)
- 1995년 7월 4일 : 학교명 ‘사레지오’를 ‘살레시오’로 교명변경 인가
- 2012년 9월 28일 : 마자렐로 국제관 재건축 준공 축복식(4층 20실, 연면적 2,034m2)
- 2018년 3월 2일 : 제10대 교장 남민영(올리바) 수녀 취임
- 2020년 3월 1일 : 광주광역시교육청 고교학점제 선도학교 운영 개시
- 2020년 3월 26일 : 제21대 학교법인 살레시오수녀학원 이사장 김은경(세실리아) 수녀 취임
- 2021년 10월 21일 : 사학기관 운영평가 장려학교 선정(시교육청 주관)
- 2025년 1월 3일 : 제62회(9학급 181명) 졸업식, 총 23,388명
- 2025년 3월 1일 : 광주광역시교육청 지정 자치학교 운영, 세계시민(3년차)
- 2025년 3월 1일 : 광주광역시교육청 지정 AI.정보교육 중심학교 교육활동 모델교 운영(4년차)

## 참고 자료
- 살레시오여자고등학교 - 한국교육학술정보원 학교알리미